# 芬奇利路及弗羅格諾爾站
芬奇利路及弗洛格諾爾站（英語：Finchley Road & Frognal railway station）是伦敦地上铁北伦敦线的一座车站，位于伦敦中部的卡姆登区芬奇利路，属于第2收费区。

## 概況
1860年，本站開通。从本站出发，步行5分鐘可前往芬奇利路站，並作為官方的換乘系統而存在。

## 列车服务
非高峰期：
- 經威爾斯登西行至里士满站方向：每小时4班
- 西行至克拉珀姆交汇站方向：每小时2班
- 經卡姆登路站、海布里和中哈克尼東行至克拉珀姆交汇站方向：每小时6班[4]

注：
- 夜間沒有直通至克拉珀姆交汇站的列車
- 西行末班列車以威爾斯登交匯站為終點，第二天東行首班列車亦以本站為起點。